# 22e division d'infanterie marocaine
Pour les articles homonymes, voir 22e division.
La 22e division d'infanterie marocaine (22e DIM) est une division d'infanterie de l'Armée de terre française, stationnée au Maroc de 1949 à 1956.

## Historique
La division est formée le 1er octobre 1949, sous le nom de 22e division d'intervention marocaine (ou  22e division d'intervention du Maroc), en réunissant les trois groupements d'infanterie positionnés au Maroc. La division est renommée 22e division d'infanterie marocaine le 1er avril 1950.
La division est dissoute le 15 mai 1951 puis est recréée le 1er octobre 1953. Sa composition vers 1955 est la suivante :
- 1er régiment de zouaves
- 8e régiment de zouaves
- 1er régiment de tirailleurs marocains
- 2e régiment de tirailleurs marocains
- 64e régiment d'artillerie d'Afrique
- 69e régiment d'artillerie d'Afrique
- 1er régiment de chasseurs d'Afrique[1]
- 12e régiment de chasseurs d'Afrique[1]
- 4e régiment de spahis marocains

Son état-major est à Rabat,.
La division est dissoute le 16 octobre 1956. Le même jour, la division territoriale de Casablanca est renommée 22e division d'infanterie.

## Insigne
L'insigne de la division est homologué G 1217 en 1956.
Il présente deux fenêtres mauresques séparées par une colonne chargée d'une étoile chérifienne. Ces éléments sont encadrés par deux moukhalas, réunis par la crosse. En chef, l'inscription 22 DIM,.